# Reprezentacja Wenezueli w piłce nożnej mężczyzn
Reprezentacja Wenezueli w piłce nożnej mężczyzn – drużyna piłkarska reprezentująca Boliwariańską Republikę Wenezueli w zawodach międzynarodowych. Za jej funkcjonowanie odpowiedzialna jest Federación Venezolana de Fútbol, organ zarządzający piłką nożną w Wenezueli. W reprezentacji mogą występować wyłącznie zawodnicy posiadający obywatelstwo wenezuelskie.
Reprezentacja Wenezueli w piłce nożnej (hiszp. Selección de fútbol de Venezuela), nazywana też od koloru strojów La Vinotinto (czerwone wino) to jedna z dziesięciu drużyn Ameryki Południowej. Jedyna reprezentacja ze strefy CONMEBOL, która nigdy nie awansowała do finałów mistrzostw świata.
W Wenezueli piłka nożna jest popularna, ale znacznie popularniejszą dyscypliną sportu jest baseball. Dopiero od połowy lat 90. reprezentacja może liczyć na pomoc prywatnych sponsorów. Wspomaganiem drużyny narodowej nie jest za to zainteresowany wenezuelski rząd.
W latach 1978–1998 Wenezuela zajmowała w eliminacjach do Mundialu ostatnie miejsce w grupie, zaś w eliminacjach do Mundialu 2002 – przedostatnie. Eliminacje do Mundialu 2006 Wenezuela zakończyła na ósmym miejscu w grupie, wyprzedzając Peru i Boliwię; w toku turnieju eliminacyjnego odniosła pięć zwycięstw, trzy remisy i dziesięć porażek, z bilansem bramek 20:28.
Największy sukces w rozgrywkach o Copa América Wenezuela odniosła w 2011 roku – w turnieju rozgrywanym w Argentynie zajęła czwarte miejsce, w meczu o brąz przegrywając z Peru 1:4. Drugim najlepszym wynikiem Wenezuelczyków na Copa América jest ćwierćfinał w 2007 roku, kiedy byli gospodarzami imprezy i ćwierćfinał 2016 i 2019.
Od 2001 do 2007 roku trenerem kadry był Richard Páez, którego syn Ricardo jest jednym z jej podstawowych zawodników. Páez poprowadził reprezentację do ćwierćfinału Copa América 2007. Cztery miesiące po zakończeniu tego turnieju niespodziewanie – bez podania przyczyny – złożył dymisję. Jego następcą został César Farías. Pod jego wodzą Wenezuelczycy uplasowali się na Copa América 2011 w najlepszej czwórce. Fariasa z kolei na stanowisku selekcjonera Wenezuelczyków zastąpił Noel Sanvicente, który prowadził kadrę od 2014 do 2016 roku. Obecnie trenerem kadry Wenezueli jest Fernando Batista.

## Udział wMistrzostwach Świata
- 1930 – 1954 – Nie brała udziału
- 1958 – Wycofała się z eliminacji
- 1962 – Nie brała udziału
- 1966 – 1970 – Nie zakwalifikowała się
- 1974 – Wycofała się z eliminacji
- 1978 – 2022 – Nie zakwalifikowała się

## Udział wCopa América
- 1916 – 1963 – Nie brała udziału
- 1967 – V miejsce
- 1975 – Faza grupowa
- 1979 – Faza grupowa
- 1983 – Faza grupowa
- 1987 – Faza grupowa
- 1989 – Faza grupowa
- 1991 – Faza grupowa
- 1993 – Faza grupowa
- 1995 – Faza grupowa
- 1997 – Faza grupowa
- 1999 – Faza grupowa
- 2001 – Faza grupowa
- 2004 – Faza grupowa
- 2007 – Ćwierćfinał
- 2011 – IV miejsce
- 2015 – Faza grupowa
- 2016 – Ćwierćfinał
- 2019 – Ćwierćfinał
- 2021 – Faza grupowa

## Aktualna kadra
Kadra na mecze towarzyskie przeciwko reprezentacji Hondurasu i Gwatemali, które odbyły się 15 i 18 czerwca 2023. Występy i gole aktualne na 18 czerwca 2023.
| Nr         | Imię i nazwisko      | Data urodzenia       | Występy   | Gole      | Klub                   |
| Bramkarze  | Bramkarze            | Bramkarze            | Bramkarze | Bramkarze | Bramkarze              |
| ---------- | -------------------- | -------------------- | --------- | --------- | ---------------------- |
| 12         | Alain Baroja         | 23 października 1989 | 15        | 0         | Caracas                |
| 22         | Rafael Romo          | 25 lutego 1990       | 13        | 0         | Universidad Católica   |
| 1          | Joel Graterol        | 13 lutego 1997       | 11        | 0         | Panetolikos            |
|            | Javier Otero         | 18 listopada 2002    | 0         | 0         | Orlando City B         |
| Obrońcy    |                      |                      |           |           |                        |
| 16         | Roberto Rosales      | 20 listopada 1988    | 94        | 1         | AEK Larnaka            |
| 4          | Jhon Chancellor      | 2 stycznia 1992      | 36        | 3         | Coritiba               |
| 2          | Wilker Ángel         | 18 marca 1993        | 30        | 2         | Aucas                  |
| 3          | Yordan Osorio        | 10 maja 1994         | 22        | 0         | Parma                  |
| 19         | Luis Mago            | 15 września 1994     | 18        | 2         | Banfield               |
|            | Christian Makoun     | 5 marca 2000         | 6         | 0         | New England Revolution |
| 26         | Jon Aramburu         | 23 lipca 2002        | 1         | 0         | Real Unión             |
|            | Moisés Tablante      | 4 lipca 2001         | 0         | 0         | Orlando City B         |
|            | Carlos Vivas         | 4 kwietnia 2004      | 0         | 0         | Deportivo Táchira      |
| Pomocnicy  |                      |                      |           |           |                        |
| 8          | Tomás Rincón         | 13 stycznia 1988     | 126       | 1         | Sampdoria              |
| 18         | Rómulo Otero         | 9 listopada 1992     | 48        | 6         | Aucas                  |
| 15         | Jhon Murillo         | 21 listopada 1995    | 41        | 4         | Atlético San Luis      |
| 11         | Darwin Machís        | 7 lutego 1993        | 38        | 9         | Real Valladolid        |
| 14         | Júnior Moreno        | 20 lipca 1993        | 38        | 1         | Cincinnati             |
| 10         | Yeferson Soteldo     | 30 czerwca 1997      | 32        | 3         | Santos                 |
| 7          | Jefferson Savarino   | 11 listopada 1996    | 31        | 2         | Real Salt Lake         |
| 6          | Yangel Herrera       | 7 stycznia 1998      | 27        | 3         | Girona                 |
| 13         | José Andrés Martínez | 7 września 1994      | 23        | 0         | Philadelphia Union     |
| 21         | Cristian Cásseres    | 20 stycznia 2000     | 21        | 0         | New York Red Bulls     |
| 24         | Eduard Bello         | 20 sierpnia 1995     | 12        | 1         | Mazatlán               |
| 2          | Daniel Pereira       | 14 lipca 2000        | 2         | 0         | Austin FC              |
| 25         | David Martínez       | 7 lutego 2006        | 1         | 0         | Monagas                |
| Napastnicy |                      |                      |           |           |                        |
| 23         | Salomón Rondón       | 16 września 1989     | 96        | 39        | River Plate            |
| 17         | Josef Martínez       | 19 maja 1993         | 63        | 14        | Inter Miami            |
| 20         | Ernesto Torregrossa  | 28 czerwca 1992      | 5         | 2         | Pisa                   |
| 9          | Alejandro Marqués    | 8 kwietnia 2000      | 2         | 0         | Estoril                |
|            | Jovanny Bolívar      | 16 grudnia 2001      | 0         | 0         | Albacete               |

## Rekordziści
| #   | Zawodnik            | Pozycja | Lata      | Występy |
| --- | ------------------- | ------- | --------- | ------- |
| 1.  | Juan Arango         | PO      | 1999–2015 | 127     |
| 2.  | Tomás Rincón        | PO      | 2008–     | 126     |
| 3.  | José Manuel Rey     | OB      | 1997–2011 | 110     |
| 4.  | Salomón Rondón      | NA      | 2008–     | 96      |
| 5.  | Roberto Rosales     | OB      | 2007–     | 94      |
| 6.  | Jorge Rojas         | PO      | 1999–2009 | 87      |
| 7.  | Miguel Mea Vitali   | PO      | 1999–2012 | 84      |
| 8.  | Oswaldo Vizcarrondo | OB      | 2004–2016 | 80      |
| 9.  | Luis Vallenilla     | OB      | 1996–2007 | 76      |
| 10. | Gabriel Urdaneta    | PO      | 1996–2005 | 74      |

| #  | Zawodnik            | Pozycja | Lata      | Gole |
| -- | ------------------- | ------- | --------- | ---- |
| 1. | Salomón Rondón      | NA      | 2008–     | 39   |
| 2. | Juan Arango         | PO      | 1999–2015 | 23   |
| 3. | Giancarlo Maldonado | NA      | 2003–2011 | 22   |
| 4. | Ruberth Morán       | NA      | 1996–2007 | 16   |
| 5. | Josef Martínez      | NA      | 2011–     | 14   |
| 6. | Nicolás Fedor       | NA      | 2006–2015 | 11   |
| 7. | José Manuel Rey     | OB      | 1997–2011 | 10   |
| 7. | Daniel Arismendi    | NA      | 2006–2011 | 10   |
| 9. | Gabriel Urdaneta    | NA      | 1996–2005 | 9    |
| 9. | Darwin Machís       | PO      | 2011–     | 9    |

## Selekcjonerzy
| 1.  | Vittorio Godigna      | Włochy     | 12 lutego 1938    | 19 sierpnia 1938     | 9  | 1  | 0  | 8  | 11% | — |
| 2.  | Sixto Soler           | Peru       | 11 grudnia 1946   | 26 grudnia 1946      | 6  | 2  | 0  | 4  | 33% | — |
| 3.  | Orlando Fantoni       | Brazylia   | 8 marca 1956      | 16 marca 1956        | 4  | 2  | 1  | 1  | 50% | — |
| 4.  | Rafael Franco         | Argentyna  | 16 maja 1965      | 1 lutego 1967        | 9  | 1  | 0  | 8  | 11% | — |
| 5.  | Gregorio Gómez        | Argentyna  | 27 lipca 1967     | 21 czerwca 1972      | 12 | 2  | 2  | 8  | 17% | — |
| 6.  | Wálter Roque          | Urugwaj    | 31 lipca 1975     | 13 sierpnia 1975     | 4  | 0  | 0  | 4  | 0%  | — |
| 7.  | Dan Jeorjadis         | Grecja     | 20 stycznia 1977  | 17 marca 1977        | 5  | 1  | 1  | 3  | 20% | — |
| 8.  | José Julián Hernández | Wenezuela  | 1 sierpnia 1979   | 29 sierpnia 1979     | 4  | 0  | 2  | 2  | 0%  | — |
| 9.  | Wálter Roque (2)      | Urugwaj    | 5 stycznia 1980   | 30 czerwca 1985      | 23 | 4  | 4  | 15 | 17% | — |
| 10. | Rafael Santana        | Wenezuela  | 28 czerwca 1987   | 30 czerwca 1987      | 2  | 0  | 0  | 2  | 0%  | — |
| 11. | Luis Mendoza          | Wenezuela  | 26 marca 1989     | 25 czerwca 1989      | 4  | 1  | 1  | 2  | 25% | — |
| 12. | Carlos Horacio Moreno | Argentyna  | 1 lipca 1989      | 27 sierpnia 1989     | 8  | 0  | 1  | 7  | 0%  | — |
| 13. | Víctor Pignanelli     | Urugwaj    | 6 lipca 1991      | 12 lipca 1991        | 4  | 0  | 0  | 4  | 0%  | — |
| 14. | Ratomir Dujković      | Serbia     | 23 stycznia 1993  | 3 kwietnia 1995      | 17 | 1  | 6  | 10 | 6%  | — |
| 15. | Rafael Santana (2)    | Wenezuela  | 18 czerwca 1995   | 10 listopada 1996    | 20 | 3  | 4  | 13 | 15% | — |
| 16. | Eduardo Borrero       | Wenezuela  | 8 grudnia 1996    | 12 października 1997 | 15 | 0  | 3  | 12 | 0%  | — |
| 17. | José Omar Pastoriza   | Argentyna  | 17 listopada 1998 | 23 listopada 2000    | 29 | 6  | 5  | 18 | 21% | — |
| 18. | Richard Páez          | Wenezuela  | 13 stycznia 2001  | 26 listopada 2007    | 81 | 29 | 17 | 35 | 36% | — |
| 19. | César Farías          | Wenezuela  | 1 stycznia 2008   | 30 listopada 2013    | 81 | 27 | 25 | 29 | 33% | — |
| 20. | Noel Sanvicente       | Wenezuela  | 17 czerwca 2014   | 31 marca 2016        | 20 | 5  | 2  | 13 | 25% | — |
| 21. | Rafael Dudamel        | Wenezuela  | 1 kwietnia 2016   | 2 stycznia 2020      | 39 | 12 | 16 | 11 | 30% | — |
| 22. | José Peseiro          | Portugalia | 4 lutego 2020     | 20 sierpnia 2021     | 10 | 1  | 3  | 6  | 10% | — |
| 23. | José Néstor Pekerman  | Argentyna  | 21 listopada 2021 | 8 marca 2023         | 10 | 5  | 1  | 4  | 50% | — |
| 23. | Fernando Batista      | Argentyna  | 10 marca 2023     | nadal                | 4  | 3  | 1  | 0  | 75% | — |

W nawiasie podano, po raz który selekcjoner prowadził reprezentację.

Nie uwzględniono selekcjonerów tymczasowych.
(Stan na 22 czerwca 2023)